# Муха (шхуна, 1849)
«Муха» — парусная шхуна Каспийской флотилии Российской империи.

## Описание шхуны
Парусная деревянная шхуна водоизмещением 134 тонны, одна из четырёх шхун типа «Змея». Длина шхуны между перпендикулярами составляла 20,4—20,42 метра, ширина — 6,4 метра. Вооружение судна состояло из четырёх пушек.

## История службы
Парусная шхуна «Муха» была заложена в 1849 году в Або, в том же году судно было спущено на воду и совместно со шхуной «Комар» переведено в Кронштадт. Строительство вёл кораблестроитель Юргенсон. В следующем 1850 году шхуна по внутренним водным путям совершила переход из Санкт-Петербурга в Астрахань и вошла в состав Каспийской флотилии России.
В кампании 1851 и 1852 годов выходила в плавания в Каспийское море, а также несла брандвахтенную службу на бакинском рейде.
С 1854 по 1856 год находилась в составе Бакинской экспедиции в качестве брандвахтенного судна.
С 1859 по 1864 годы находилась при Бакинской станции и несла брандвахтенную службу на бакинском рейде, при этом в 1864 году на шхуне держал свой флаг контр-адмирал П. А. Перелешин. В кампанию 1861 года также выходила в патрулирования к персидским и туркменским берегам для охраны российских коммерческих судов.
В кампании 1865 и 1866 годов совместно с баржей «Чайка» принимала участие в выполнении промеров и описи Каспийского моря. В 1867 году также совершала плавания в Каспийском море и принимала участие в высадке десанта у приморского туркменского аула Гемюш-Тепе.
C 1867 по 1871 год находилась при Астрабадской станции.
Шхуна «Муха» была исключена из списков судов флотилии 2 (14) декабря 1872 года.

## Командиры шхуны
Командирами парусной шхуны «Муха» в составе Российского императорского флота в разное время служили:
- лейтенант Г. П. Сфурса-Жиркевич (1849—1850 годы[комм. 3])[19];
- капитан-лейтенант В. М. Гильдебрант (1851—1852 годы)[20][21];
- капитан-лейтенант Н. М. Карелли (1853—1854 годы)[7];
- лейтенант С. Ф. Дронин (1855—1856 годы)[22];
- лейтенант А. С. Эсмонт (1856—1858 годы)[23];
- лейтенант а с 8 (20) сентября 1859 года капитан-лейтенант С. Ф. Дронин (1859—1864 годы)[22];
- капитан-лейтенант А. А. Ратьков-Рожнов (1864 год)[24];
- лейтенант Г. Н. Кондогури (до июля 1865 года)[25];
- лейтенант, а с 20 апреля (2 мая) 1869 года капитан-лейтенант П. В. Канин (с июля 1865 года по 1870 год)[13];
- мичман П. В. Кулыгин (1871 год)[комм. 4][26];
- капитан-лейтенант В. Е. Борисов (1871 год)[27].